# Ши Ян
Ши Ян (кит. упр. 施扬, пиньинь Shī Yáng; род. 4 января 1989, Шанхай) — китайский пловец, чемпион Азиатских игр.
Родился в 1989 году в Шанхае. В 2012 году принял участие в Олимпийских играх в Лондоне, но там стал лишь 26-м. В 2014 году стал чемпионом Азиатских игр.